# Grupos de Resistencia Antifascista Primero de Octubre
Die Grupos de Resistencia Antifascista Primero de Octubre, kurz GRAPO, auf deutsch ‚Gruppen des antifaschistischen Widerstands des 1. Oktober‘, war eine bewaffnete kommunistische Untergrundgruppe in Spanien, die von 1976 bis 2007 aktiv war und in dieser Zeit zahlreiche Attentate auf Repräsentanten des spanischen Staates und auf Zivilpersonen verübte.
Wie die baskische Terrororganisation Euskadi Ta Askatasuna (ETA) genossen die Personen der GRAPO unter der Diktatur des Franquismus zunächst durchaus ein öffentliches Ansehen als „Freiheitskämpfer“. Dieses Ansehen verloren sie jedoch zusehends. Der Rat der Europäischen Union führt die Organisation auf seiner Liste der terroristischen Vereinigungen.

## Geschichte
GRAPO war maoistisch orientiert. Sie gilt als der bewaffnete Arm des 1975 gegründeten Partido Comunista de España (reconstituido) (PCEr), einer marxistisch-leninistischen Partei, deren Vorläuferorganisation sich 1968 von der kommunistischen Partei Spaniens (PCE) abgespalten hatte. Der Name GRAPO leitet sich her von dem Datum der Ermordung von vier Mitgliedern der Guardia Civil durch Mitglieder des PCEr am 1. Oktober 1975.
GRAPO verübte von 1977 bis 2006 in unregelmäßigen Abständen Anschläge und Banküberfälle in Spanien. Im Zeitraum bis 1982 gehen über 300 Anschläge mit 67 Toten zulasten von GRAPO. Insbesondere die sogenannte Schwarze Woche in Madrid im Januar 1977 brachte sie ins öffentliche Bewusstsein.
Zitat von Kai Lemler:

„Im Rahmen des Versuchs der Bildung einer antiimperialistischen Front in Europa ging die RAF Kooperationen mit der französischen Action Directe, den belgischen Cellules Communistes Combattantes (CCC) und den italienischen Brigate Rosse ein. Verbindungen bestanden auch zur spanischen GRAPO und zur palästinensischen PLO bzw. zur PFLP. Die angestrebte nationale und internationale Front kam jedoch nie wirklich zustande.“

Als die sozialistische Regierung bei einer Antiterrorismuskampagne die GRAPO-Häftlinge auf mehrere Gefängnisse verteilte, führte die GRAPO 1990/91 einen Hungerstreik durch. Er endete nach vierzehn Monaten erfolglos für die GRAPO unter anderem mit einem Toten. Die GRAPO ermordete einen Arzt, der vor Gericht das Recht auf Zwangsernährung eingeklagt hatte.
Seit 2000 wurden viele GRAPO-Mitglieder in Spanien und Frankreich verhaftet. 2003 wurde die PCE(r) als Partei verboten, da angenommen wurde, dass sie und die GRAPO eine gemeinsame Organisation bilden würden. Anfang Juni 2007 wurde nach Angaben der spanischen Behörden die einzige verbliebene Terrorzelle der GRAPO durch die Verhaftung sechs mutmaßlicher Mitglieder zerschlagen, womit die Organisation aufgelöst worden sei, da sich nunmehr kein Mitglied dieser Gruppe mehr in Freiheit befinde.